# Frederik Bruun Rasmussen
Frederik Glavind Bruun Rasmussen (født 19. november 1971) er en dansk auktionarius, international salgs- og vurderingsdirektør, og tredje generation hos Bruun Rasmussen Kunstauktioner i København. Siden 2016 har han været formand for Auktionslederforeningen.

## Historie
Han gik på privatskolen Krebs' Skole i København.
Han har boet i München, hvor han arbejdede for auktionshuset Neumeister. Frederik Bruun Rasmussen har også boet i New York City og Paris, hvor han var ansat hos henholdsvis Christie's og Tajan.
Hos familiefirmaet Bruun Rasmussen Kunstauktioner var han ansvarlig for opbygningen af auktionshusets afdeling i Aarhus. I dag er han international salgs- og vurderingsdirektør hos Bruun Rasmussen, hvor han ejer 30 % af aktierne.

## Familie
Frederik Bruun Rasmussen er barnebarn af Arne Bruun Rasmussen, og søn af Birthe og Jesper Bruun Rasmussen. Han har lillesøster Alexa.
Han er gift med Nina Bruun Rasmussen, og sammen har de to børn. Parret er bosat i Hellerup.